# Estación de Masia de Traver (Metrovalencia)
Masia de Traver es una estación de la línea 9 de Metrovalencia. Se ubica en el polígono 65, y da servicio a la urbanización Masia de Traver, en el municipio de Ribarroja del Turia. Antiguamente esta estación pertenecía a la hoy desmantelada línea Valencia-Liria, y prestaba servicio de cercanías en la línea C-4, sin embargo en marzo de 2005 este servicio se suspendió y el aquel entonces apeadero fue reformado y habilitado para Metrovalencia, añadiendo un andén y una vía de más.